# Tma při ukřižování

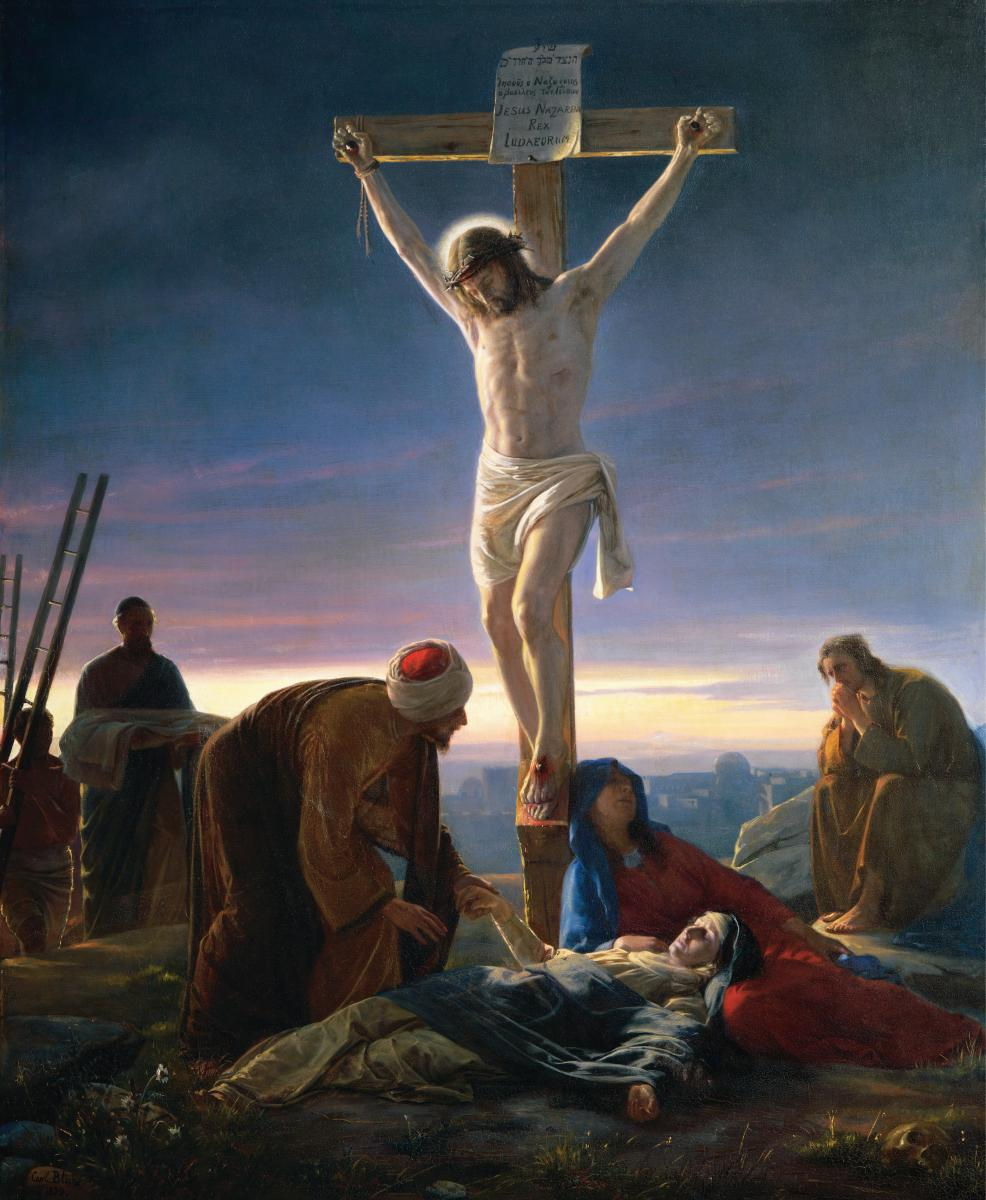
Kristus na kříži, 1870, Carl Heinrich Bloch, vyobrazení ztemnělé oblohy

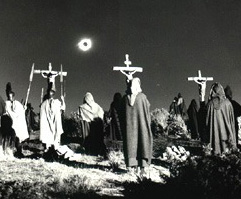
Scéna z filmu Barabáš (1961), v níž bylo úplné zatmění Slunce, k němuž došlo 15. února 1961, použito k rekonstrukci tmy při ukřižování

Tma při ukřižování je událost popsaná v synoptických evangeliích, kdy se během Ježíšova ukřižování zhruba na tři hodiny setmí obloha během dne. Většina starověkých a středověkých křesťanských autorů ji považovala za zázrak a věřila, že je to jedna z mála epizod z Nového zákona, která byla potvrzena nekřesťanskými prameny. Moderní badatelé o ní mimo Nový zákon nenašli žádné soudobé zmínky.
Křesťanský apologeta Tertulián ve svém díle Apologeticus z roku 197 n. l. nepovažoval tento jev za zatmění, ale za znamení (omen), které je zaznamenáno v římských archivech. Křesťanský učenec ze třetího století Origenes ve svém apologetickém díle Contra Celsum nabídl dvě přirozená vysvětlení tmy: že mohlo jít o zatmění, které popsal Flegon z Tralles ve své Kronice, nebo že mohlo jít o mraky. Kronikář z 5. století Georgius Syncellus ve své Theofanově kronice cituje Dějiny světa Sexta Julia Africana, který uvádí, že o zatmění světa a zemětřesení v Judsku informoval řecký historik 1. století Thallos ve svých Dějinách. 
Moderní badatelé, kteří si všímají způsobu, jakým byly podobné příběhy ve starověku spojovány se smrtí významných osobností, považují tento jev za znamení Boží nelibosti nad židovským národem nebo za literární invenci, která se snaží vyjádřit pocit Ježíšovy moci tváří v tvář smrti. Vědci si také všimli způsobů, jakými tato epizoda zřejmě čerpá z vyprávění o temnotě ze Starého zákona.

## Biblické záznamy
Nejstarší dochované zmínky o temnotě ukřižování se nacházejí ve všech třech synoptických evangeliích (Matoušově, Markově a Lukášově). Většina badatelů zastává názor, že Matouš je produktem poslední čtvrtiny 1. století. Většina se také domnívá, že Marek byl prvním z evangelií, které bylo sepsáno, a že Matouš (který zahrnuje asi 600 z 661 Markových veršů) i Lukáš z něj čerpali jako z hlavního zdroje svých děl. Matouš Marka pouze nekopíroval, ale použil ho jako základ, zdůraznil Ježíšovo místo v židovské tradici a zahrnul do něj další podrobnosti, které Marek nezahrnuje.
Vznik Markova evangelia je obvykle datován eschatologickou řečí v Markově 13. kapitole. Většina badatelů ji interpretuje jako poukaz na první židovsko-římskou válku (66–74 n. l.), která měla vést ke zničení druhého chrámu v roce 70 n. l., přičemž k sepsání Markova evangelia došlo buď bezprostředně po zničení (většinový názor), nebo v letech bezprostředně předcházejících. Někdy jsou navrhována i dřívější data v rozmezí 35–45 n. l., která jsou však obvykle odmítána.
Text Matoušova evangelia zní: „V poledne nastala tma po celé zemi až do tří hodin.“ Autor uvádí dramatické detaily, které následovaly po Ježíšově smrti, včetně zemětřesení a vzkříšení mrtvých, což byly také časté motivy v židovské apokalyptické literatuře: „A hle, chrámová opona se roztrhla vpůli odshora až dolů, země se zatřásla, skály pukaly, hroby se otevřely a mnohá těla zesnulých svatých byla vzkříšena; vyšli z hrobů a po jeho vzkříšení vstoupili do svatého města a mnohým se zjevili.“
Markovo evangelium souhlasí s časovým vymezením událostí a uvádí, že v den přípravy (v předvečer soboty) byl Ježíš ukřižován „v šestou hodinu“, tedy kolem poledne, a nad celou zemí, resp. nad celým světem, nastala tma (řecky γῆν, překl. gēn může znamenat obojí) od zhruba poledne („šesté hodiny“) do tří hodin („deváté hodiny“). Bezprostředně po Ježíšově smrti se dodává: „Chrámová opona se roztrhla ve dví, odshora dolů“, ale nezmiňuje se o zemětřesení ani o otevření hrobů.
Lukášovo evangelium souhlasí s délkou a dobou temnoty, ale nezmiňuje se o zemětřesení ani o otevření hrobů. Na rozdíl od Matouše a Marka však text zmiňuje roztržení chrámové opony před Ježíšovou smrtí a jako příčinu temnoty uvádí zastínění Slunce:
Bylo už kolem poledne; tu nastala tma po celé zemi až do tří hodin, protože se zatmělo slunce. Chrámová opona se roztrhla vpůli.
Zdá se, že Lukáš mohl původně tuto událost vysvětlovat jako zázračné zatmění Slunce. Většina rukopisů Lukášova evangelia obsahuje řeckou větu eskotisthe ho helios („slunce se zatmělo“), ale nejstarší rukopisy uvádějí tou heliou eklipontos („sluneční světlo pohaslo“ nebo „slunce bylo v zatmění“). Tuto dřívější verzi mohli pozdější písaři pozměnit, aby opravili to, co považovali za chybu, protože Pascha nastává během úplňku, ale zatmění Slunce nastává během novoluní. Navíc úplné zatmění přináší tmu na jednom místě během úplného zatmění maximálně na sedm a půl minuty, zatímco v evangelijních textech se uvádí, že tma pokrývala zemi zhruba tři hodiny. Z těchto důvodů jeden z raně křesťanských komentátorů vyslovil domněnku, že raný text připisující událost zatmění byl úmyslně zkomolen odpůrci církve, aby jej bylo možné snáze napadnout z přírodovědeckých důvodů.
Ve zprávě o ukřižování v Janově evangeliu, o němž se obecně soudí, že bylo napsáno mnohem později a že se zaměřuje na jiná témata, události a výroky než synoptická evangelia, není zmínka o tmě, roztržení opony, zemětřesení ani vzkříšení mrtvých.

## Apokryfní autoři
Petrovo evangelium, pocházející pravděpodobně z 2. století n. l., tvůrčím způsobem rozšiřuje kanonická evangelia. Jeden z kritiků napsal: „doprovodné zázraky se stávají báječnějšími a apokalyptické předzvěsti jsou živější“. V této verzi tma, která pokrývá celé Judsko, vede lidi k tomu, aby chodili s lampami v domnění, že je noc.
Nikodémovo evangelium ze 4. století popisuje, jak Piláta a jeho ženu znepokojila zpráva o tom, co se stalo, a Judejci, které si předvolal, mu řekli, že šlo o obyčejné zatmění Slunce.
Jiný text ze čtvrtého století, údajná zpráva Piláta Pontského Tiberiovi, tvrdí, že tma začala v šestou hodinu, pokryla celý svět a během následujícího večera se úplněk po celou noc podobal krvi.
Pseudo-Dionysios Areopagita, anonymní autor z 5. nebo 6. století píšící pod jménem Dionysios Areopagita, tvrdí, že v době ukřižování pozoroval z Heliopole zatmění Slunce.

## Starověcí historici
Tertulián se ve svém díle Apologeticus z roku 197 n. l. zmiňuje o temnotě ukřižování a tvrdí, že v římských archivech se nachází nezávislá zpráva o tomto znamení: 
A přesto, přibitý na kříži, projevil mnoho pozoruhodných znamení, jimiž se jeho smrt lišila od všech ostatních. Ze své vlastní vůle slovem vypustil svého ducha a předvídal tak katovo dílo. V tutéž hodinu bylo také odňato denní světlo, když bylo slunce právě ve svém poledníkovém žáru. Ti, kdo nevěděli, že to bylo o Kristu předpovězeno, to nepochybně považovali za zatmění. Vy sami máte zprávu o světovém úkazu stále ve svých archivech.
V roce 248 n. l. použil křesťanský apologeta Origenes příběh o temnotě při ukřižování jako příklad toho, že biblický příběh je podporován nekřesťanskými zdroji: když pohanský kritik Celsus tvrdil, že Ježíš těžko mohl být Bohem, protože nevykonal žádné velké činy, Origenes v knize Proti Celsovi (248 n. l.) reagoval vyprávěním o temnotě, zemětřesení a otevření hrobů. Jako důkaz, že se tato událost stala, Origenes uvedl popis Kroniky Flegóna z Trallu o zatmění, doprovázeném zemětřesením, které bylo cítit i v jiných částech říše za vlády Tiberia.
Křesťanský kronikář z 9. století Georgius Syncellus ve své Theofanově kronice cituje Dějiny světa Sexta Julia Africana, který v souvislosti s temnotou, o níž se v synoptických evangeliích píše, že nastala při Ježíšově smrti, píše:
Na celý svět se snesla nejstrašnější tma, skály se roztrhly zemětřesením a mnohá místa v Judsku i v jiných oblastech se zřítila. Tuto tmu Thallus ve třetí knize svých Dějin nazývá, jak se mi zdá bezdůvodně, zatměním slunce. Hebrejci totiž slaví velikonoce čtrnáctého dne podle měsíce a umučení našeho Spasitele se nepodařilo v den před velikonocemi; zatmění Slunce však nastává pouze tehdy, když se Měsíc dostane pod Slunce. A nemůže k němu dojít jindy než v intervalu mezi prvním dnem novoluní a posledním dnem starého měsíce, tedy na jejich rozhraní: jak by tedy mělo dojít k zatmění, když je Měsíc téměř naproti Slunci? Nechť však tento názor pomine, ať se s ním ztotožní většina a ať je tato předzvěst světa považována za zatmění Slunce, které je stejně jako jiné předzvěstí pouze pro oko. Flegon uvádí, že za Tiberia Caesara nastalo při úplňku úplné zatmění Slunce od šesté do deváté hodiny – zjevně to, o němž mluvíme. Co má však zatmění společného se zemětřesením, lámáním skal a vzkříšením mrtvých a tak velkým rozrušením v celém vesmíru? Žádná taková událost jistě není zaznamenána po dlouhou dobu. Byla to však tma vyvolaná Bohem, protože se tehdy stalo, že Pán trpěl. A výpočet ukazuje, že období 70 týdnů, jak je zaznamenáno v knize Daniel, je v této době ukončeno.
Flegon uvádí, že za vlády Tiberia Caesara nastalo úplné zatmění Slunce v úplňku od šesté do deváté hodiny; je jasné, že se jedná o toto zatmění. Co však mají zatmění společného se zemětřesením, rozpadem skal, vzkříšením mrtvých a všeobecným rozruchem tohoto druhu?
Událost takového rozsahu se jistě dlouho nepřipomínala. Byla to však temnota stvořená Bohem, protože se stalo, že Pán v té době prožil své umučení. A rozum dokazuje, že sedmdesát týdnů let, o nichž se píše v knize Daniel, bylo dovršeno právě v této době.

## Svatí posledních dnů
V Knize Mormonově, kterou hnutí Svatých posledních dnů prohlašuje za Písmo svaté, se píše o období temnoty v Novém světě (na západní polokouli) v době Kristova ukřižování a smrti. Je zaznamenáno jako tři dny temnoty po období extrémních bouří a zkázy. Po třech dnech temnoty je uvedena zpráva o návštěvě vzkříšeného Ježíše Krista u obyvatel západní polokoule.

## Vysvětlení

### Zázrak
Protože ve starověku a středověku bylo známo, že zatmění Slunce nemůže nastat během Pesachu (zatmění Slunce vyžaduje novoluní, zatímco Pesach se koná pouze během úplňku), bylo považováno spíše za zázračné znamení než za přirozenou událost. Astronom Johannes de Sacrobosco ve svém díle Sféra světa napsal, že „zatmění nebylo přirozené, ale spíše zázračné a odporující přírodě“. Moderní autoři, kteří toto zatmění považují za zázračnou událost, mají tendenci buď vidět jeho působení prostřednictvím přírodního jevu – například sopečného prachu nebo silné oblačnosti –, nebo se vysvětlení zcela vyhýbají. Například Reformation Study Bible jednoduše uvádí: „Byla to nadpřirozená tma.“

### Přírodní jev

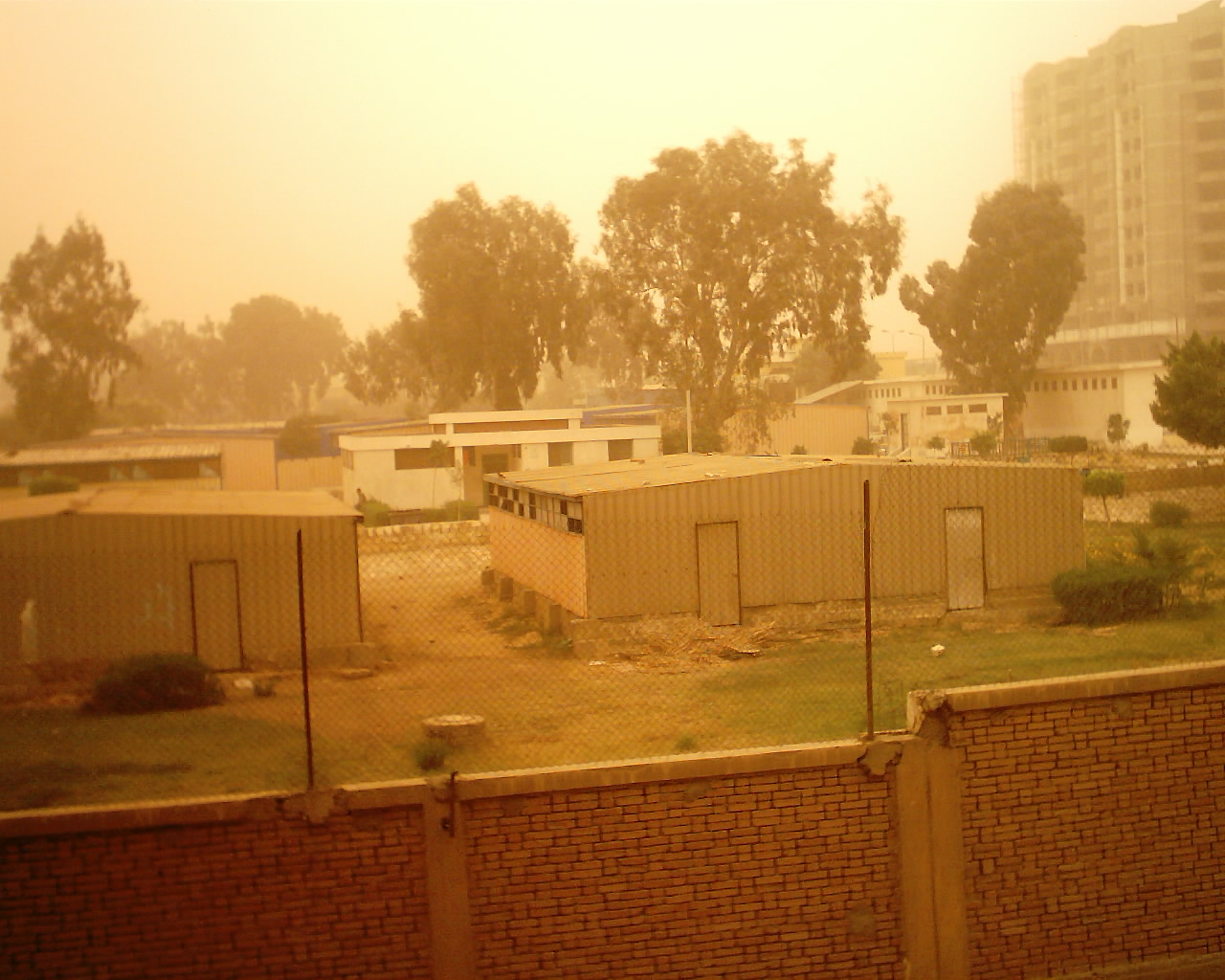
Prachová bouře chamsin v Egyptě v roce 2007

Lukášovo evangelium uvádí: „...protože se zatmělo slunce.“ Biblické údaje však neodpovídají zatmění: k zatmění Slunce nemohlo dojít o velikonočních svátcích nebo v jejich blízkosti, kdy byl Ježíš ukřižován, a bylo by příliš krátké na to, aby vysvětlilo tříhodinovou tmu. Maximální možná doba trvání úplného zatmění Slunce je sedm minut a 31,1 sekundy.
Někteří autoři vysvětlovali temnotu ukřižování slunečními bouřemi, silnou oblačností nebo následky sopečné erupce. Oblíbené dílo z devatenáctého století ji popisuje jako „tísnivé šero“ a naznačuje, že jde o typický jev související se zemětřesením.
Ve své knize z roku 2011 Humphreys na rozdíl od svého článku z roku 1983 připustil, že Lukáš měl na mysli Slunce, a navrhl prachovou bouři chamsin, která se obvykle vyskytuje od března do května a obvykle na několik hodin zastíní Slunce.

### Chyba písaře
V roce 1983 si Colin Humphreys a W. G. Waddington všimli, že v některých verzích Lukášova evangelia zmínka o zatmění Slunce chybí, a tvrdili, že uváděnou tmu Slunce lze vysvětlit záměnou s částečným zatměním Měsíce, k němuž došlo 3. dubna 33 n. l.: zatmění Měsíce mohou trvat mnohem déle než zatmění Slunce. Jinými slovy, Humphreys a Waddington spekulovali, že zjevná zmínka v Lukášově evangeliu o zatmění Slunce mohla být výsledkem chybné úpravy původního Lukášova textu písařem. David Henige toto tvrzení označil za „neobhajitelné“. Astronom Bradley E. Schaefer uvedl, že zatmění Měsíce by nebylo v Jeruzalémě viditelné během dne a nevysvětlovalo by tmu na zemi.

### Literární výtvor
Od osvícenství se v moderní vědě rozšířil názor, že vyprávění v synoptických evangeliích je literárním výtvorem autorů evangelií, který má zvýšit význam události, kterou považovali za teologicky významnou. Prvním učencem, který tento názor podpořil, byl Edward Gibbon, který ve svém mnohosvazkovém díle Dějiny úpadku a pádu Římské říše tvrdil, že zprávu v evangeliích nelze považovat za historickou, protože žádný dobový autor si této události zřejmě nevšiml a prameny, které se obvykle uvádějí na podporu její historičnosti, mají pochybnou hodnotu (Thallus a Flegón z Trallu) nebo jsou pozdější pseudepigrafy (Pseudo-Dionysios Areopagita). Na Gibbona navázal o několik desetiletí později německý teolog David Strauss, který ve své knize Das Leben Jesu, kritisch bearbeitet (Ježíšův život, kriticky zkoumaný) tvrdil, že temnota ukřižování je literárním výtvorem, který má slavnostně vylíčit Ježíšovu tragickou smrt.
Tyto argumenty byly v současné době převážně přijaty hlavním vědeckým proudem. Burton Mack označuje temnotu za výmysl autora Markova evangelia, zatímco G. B. Caird a Joseph Fitzmyer došli k závěru, že autor neměl v úmyslu brát popis doslovně. W. D. Davies a Dale Allison podobně došli k závěru, že „je pravděpodobné, že bez jakéhokoli faktického základu byla temnota přidána, aby se kříž zahalil do bohatého symbolu a/nebo přirovnal Ježíše k jiným hodnostářům“.
Raymond E. Brown tvrdí, že temnota ukřižování je teologickým a literárním výtvorem, který používá apokalyptický jazyk převzatý ze Starého zákona, a upozorňuje na mlčení současných autorů, jako byli Plinius Starší a Seneca Mladší, kteří by si jistě všimli takové mimořádné události, kdyby se skutečně stala.
Obraz temnoty nad zemí by starověcí čtenáři chápali jako kosmické znamení, typický prvek popisu smrti králů a dalších významných osobností u spisovatelů, jako jsou Filón, Cassius Dio, Vergilius, Plútarchos a Iosephus. Géza Vermes popisuje vyprávění o temnotě jako „součást židovských eschatologických představ o Hospodinově dni. Je třeba s ním zacházet spíše jako s literárním než historickým jevem, nehledě na naivní vědce a příliš horlivé televizní dokumentaristy, kteří jsou v pokušení vykládat zprávu jako datovatelné zatmění Slunce. Byli by na špatné stopě“.

## Výklady

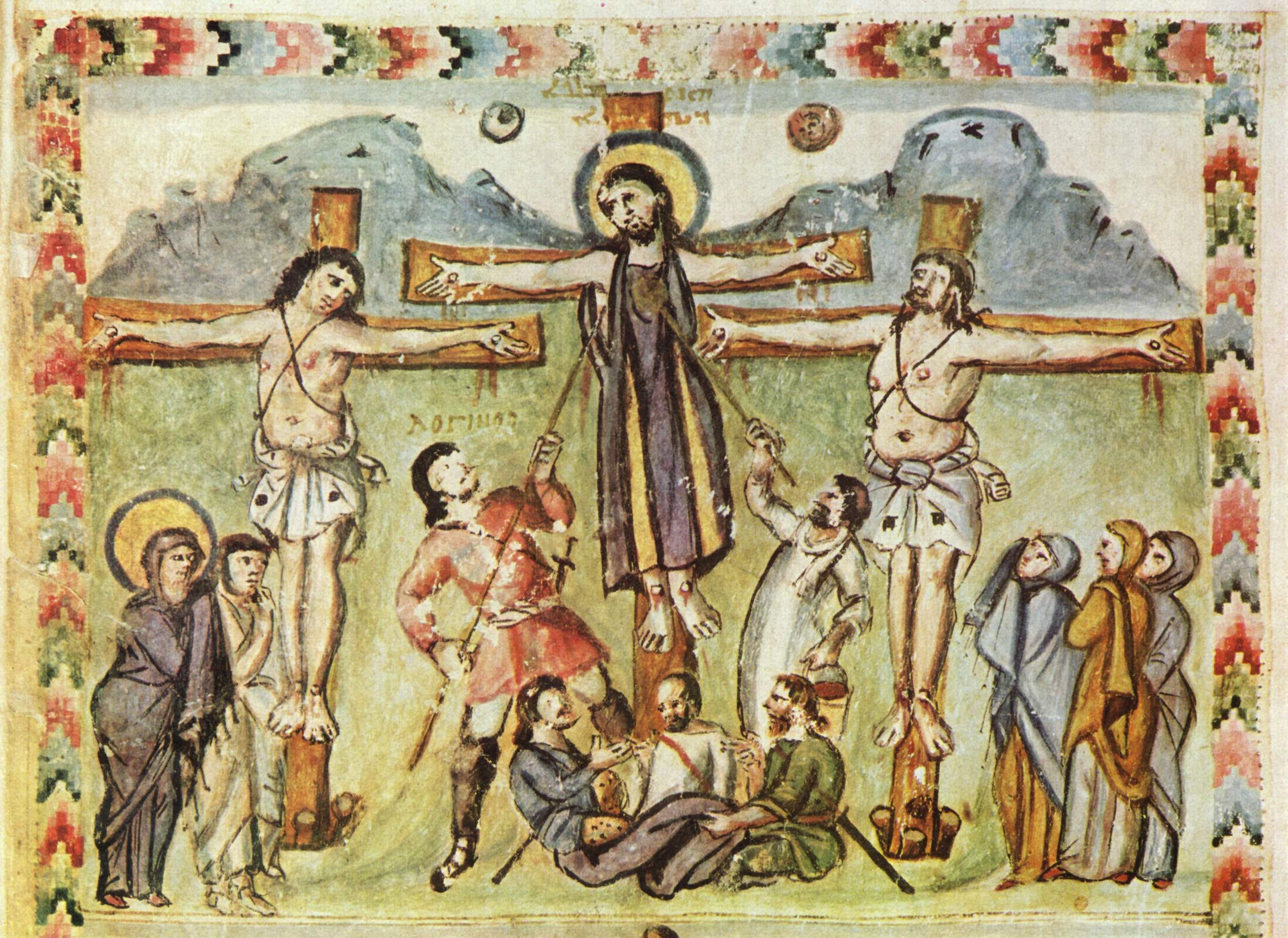
Nejstarší výjev ukřižování v iluminovaném rukopise ze syrského Rabbúlova evangeliáře, 586 n. l. Za povšimnutí stojí, že na obrázku je Slunce a Měsíc na obloze.

Tato scéna hraje důležitou roli v literárním vyprávění evangelia. Autor Markova evangelia je popisován jako autor, který zde působí „na vrcholu svých rétorických a teologických sil“. Jednou z domněnek je, že tma je záměrnou inverzí proměnění; alternativně se Ježíšova dřívější řeč o budoucím soužení zmiňuje o zatmění Slunce a může být vnímána jako předzvěst této scény. Nápadné detaily, jako je zatemnění oblohy a roztržení chrámové opony, mohou být způsobem, jak odvést pozornost čtenáře od potupy a ponížení při ukřižování; jeden profesor biblické teologie dospěl k závěru, že „je jasné, že Ježíš není ponížený zločinec, ale muž velkého významu. Jeho smrt proto není znamením jeho slabosti, ale jeho moci.“
Při úvahách o teologickém významu této události někteří autoři vykládají tmu jako období smutku samotného kosmu nad Ježíšovou smrtí. Jiní ji považují za znamení Božího soudu nad židovským národem, někdy ji spojují se zničením města Jeruzaléma v roce 70; nebo jako symbol hanby, strachu či Ježíšova duševního utrpení. Fitzmyer přirovnává tuto událost k dobovému popisu zaznamenanému v Iosephových Židovských starožitnostech, který vypráví o „nezákonných činech proti bohům, od nichž se, jak věříme, odvrátilo i samo slunce, jako by se i jemu příčilo pohlédnout na tento hanebný čin“.
Mnozí autoři používají intertextuální přístup a zkoumají starší texty, z nichž autor Markova evangelia mohl čerpat. Zejména se často poukazuje na paralely mezi tmou a předpovědí z knihy Ámos o zemětřesení za vlády judského krále Uzijáše: „V onen den, praví Panovník Hospodin, způsobím, že slunce zapadne v poledne a země se zatmí za bílého dne.“ Zejména v souvislosti s tímto odkazem, který se čte jako proroctví o budoucnosti, lze tmu chápat jako předzvěst konce časů.
Dalším pravděpodobným literárním zdrojem je vyprávění o ranách v knize Exodus, v němž je Egypt na tři dny zahalen tmou. Předpokládá se, že autor Matoušova evangelia mírně pozměnil text Markova evangelia, aby více odpovídal tomuto zdroji. Komentátoři také uvádějí srovnání s popisem tmy ve vyprávění o stvoření v knize Genesis, s Jeremiášovým proroctvím o polední tmě a s proroctvím o konci světa v knize Zachariášově.